# Fondazione di Francia

Marchio della fondazione.

La Fondation de France è un'organizzazione privata indipendente, riconosciuta di utilità pubblica, creata su iniziativa di Charles de Gaulle ed André Malraux con l'obiettivo di promuovere e sostenere lo sviluppo della filantropia in Francia. Oggi l'organizzazione riunisce donatori, fondatori e volontari da tutta la Francia per offrire un sostegno efficace a numerose cause benefiche, con l'intento di favorire soluzioni sostenibili per il progresso della società.

## Storia
Questa fondazione è stata stabilita in 1969 per incoraggiare lo sviluppo di tutte le forme di filantropia riservata.
La fondazione permette agli individui o alle aziende di generare le nuove entità filantropiche nell'ambito del visto si stampi della Fondation de France.
Questa organizzazione ha identificato le zone specifiche in cui essere implicato - anziani o disabili, il beneficio dei bambini, salute, ricerca medica e scientifica, cultura e l'ambiente.
La fondazione promuove la professionalità nell'amministrazione delle imprese filantropiche in Francia ed Europa.

## Presidenti
- Pierre Massé: 1969-1973
- Maurice Schumann: 1973-1974
- Roger Seydoux de Clausonne: 1975-1983
- Pierre Giraudet: 1983-1991
- Olivier Philip: 1991-1997
- Jean Dromer: 1997-1998
- Hubert Curien: 1998-2000
- Bertrand Dufourcq: 2000-2007
- Yves Sabouret: 2007- presente